# استن ادواردز (بازیکن فوتبال، زاده ۱۹۲۶)
استن ادواردز (انگلیسی: Stan Edwards; ۱۷ اکتبر ۱۹۲۶ – ۱۴ ژانویهٔ ۱۹۸۹) بازیکن فوتبال اهل بریتانیا بود.
از باشگاه‌هایی که در آن بازی کرده‌است می‌توان به باشگاه فوتبال چلسی، باشگاه فوتبال کولچستر یونایتد، و باشگاه فوتبال لیتون اورینت اشاره کرد.